# Collegio di North East Fife
North East Fife è un collegio elettorale scozzese della Camera dei comuni del Parlamento del Regno Unito. Elegge un membro del Parlamento con il sistema maggioritario a turno unico. Il rappresentante del collegio, dal 2019, è la liberal democratica Wendy Chamberlain.

## Membri del parlamento
| Elezione | Elezione | Deputato          | Partito      |
| -------- | -------- | ----------------- | ------------ |
|          | 1983     | Barry Henderson   | Conservatore |
|          | 1987     | Menzies Campbell  | SNP          |
|          | 1992     | Menzies Campbell  | Lib Dem      |
|          | 2015     | Stephen Gethins   | SNP          |
|          | 2019     | Wendy Chamberlain | Lib Dem      |

## Risultati elettorali

### Elezioni negli anni 2020
| Partito                    | Partito                              | Candidato                  | Risultati 4 luglio 2024 | Risultati 4 luglio 2024 |
| Partito                    | Partito                              | Candidato                  | Voti                    | %                       |
| -------------------------- | ------------------------------------ | -------------------------- | ----------------------- | ----------------------- |
|                            | Lib Dem                              | Wendy Chamberlain          | 23 384                  | 54,73                   |
|                            | SNP                                  | Stefan Hoggan-Radu         | 9 905                   | 23,18                   |
|                            | Laburista                            | Jennifer Gallagher         | 4 026                   | 9,42                    |
|                            | Reform UK                            | Matthew Wren               | 2 094                   | 4,90                    |
|                            | Conservatore                         | Bill Bowman                | 1 666                   | 3,90                    |
|                            | Verde                                | Morven Ovenstone-Jones     | 1 653                   | 3,87                    |
|                            |                                      |                            |                         |                         |
| Iscritti                   | Iscritti                             | Iscritti                   | 69 762                  | 100,00                  |
| ↳ Votanti (% su iscritti)  | ↳ Votanti (% su iscritti)            | ↳ Votanti (% su iscritti)  | 42 728                  | 61,25                   |
| ↳ Astenuti (% su iscritti) | ↳ Astenuti (% su iscritti)           | ↳ Astenuti (% su iscritti) | 27 034                  | 38,75                   |
|                            |                                      |                            |                         |                         |
|                            | Esito: collegio confermato a Lib Dem |                            |                         |                         |

### Elezioni negli anni 2010
Il North East Fife ebbe il risultato più ravvicinato in tutto il Regno Unito alle elezioni del 2017, con il deputato in carica Stephen Gethins che vide diminuire il proprio vantaggio da 4.344 voti (9,6%) a solo 2 voti (0,0%), davanti alla candidata liberal democratica; è stato il risultato più ravvicinato in un collegio del Regno Unito sin dalle elezioni nel Collegio di Winchester alle elezioni generali nel Regno Unito del 1997, anche se il risultato di Winchester fu in seguito dichiarato nullo. L'ultimo vantaggio di soli 2 voti avvenne ad Ilkeston nel 1931.
Il risultato fu dichiarato dopo tre riconteggi; la sconfitta liberal democratica annunciò il 16 giugno 2017 che non avrebbe fatto ricorso in tribunale.
Il leader dei Liberal Democratici Scozzesi Willie Rennie affermò che "Abbiamo deciso che non ci sono sufficienti prove per giustificare una sfida legale lunga e costosa. Sarebbe costosa per noi, per i contribuenti e non conveniente per gli elettori, pertanto non potremmo giustificare una simile azione."
| Partito                    | Partito                                | Candidato                  | Risultati 12 dicembre 2019 | Risultati 12 dicembre 2019 |
| Partito                    | Partito                                | Candidato                  | Voti                       | %                          |
| -------------------------- | -------------------------------------- | -------------------------- | -------------------------- | -------------------------- |
|                            | Lib Dem                                | Wendy Chamberlain          | 19 763                     | 43,08                      |
|                            | SNP                                    | Stephen Gethins            | 18 447                     | 40,21                      |
|                            | Conservatore                           | Tony Miklinski             | 5 961                      | 12,99                      |
|                            | Laburista                              | Wendy Haynes               | 1 707                      | 3,72                       |
|                            |                                        |                            |                            |                            |
| Iscritti                   | Iscritti                               | Iscritti                   | 60 905                     | 100,00                     |
| ↳ Votanti (% su iscritti)  | ↳ Votanti (% su iscritti)              | ↳ Votanti (% su iscritti)  | 45 878                     | 75,33                      |
| ↳ Astenuti (% su iscritti) | ↳ Astenuti (% su iscritti)             | ↳ Astenuti (% su iscritti) | 15 027                     | 24,67                      |
|                            |                                        |                            |                            |                            |
|                            | Esito: collegio passa da SNP a Lib Dem |                            |                            |                            |

| Partito                    | Partito                                  | Candidato                  | Risultati 8 giugno 2017 | Risultati 8 giugno 2017 |
| Partito                    | Partito                                  | Candidato                  | Voti                    | %                       |
| -------------------------- | ---------------------------------------- | -------------------------- | ----------------------- | ----------------------- |
|                            | SNP                                      | Stephen Gethins            | 13 743                  | 32,86                   |
|                            | Lib Dem                                  | Elizabeth Riches           | 13 741                  | 32,86                   |
|                            | Conservatore                             | Tony Miklinski             | 10 088                  | 24,12                   |
|                            | Laburista                                | Rosalind Garton            | 4 026                   | 9,63                    |
|                            | Independent Sovereign Democratic Britain | Mike Scott-Hayward         | 224                     | 0,54                    |
|                            |                                          |                            |                         |                         |
| Iscritti                   | Iscritti                                 | Iscritti                   | 58 656                  | 100,00                  |
| ↳ Votanti (% su iscritti)  | ↳ Votanti (% su iscritti)                | ↳ Votanti (% su iscritti)  | 41 822                  | 71,30                   |
| ↳ Astenuti (% su iscritti) | ↳ Astenuti (% su iscritti)               | ↳ Astenuti (% su iscritti) | 16 834                  | 28,70                   |
|                            |                                          |                            |                         |                         |
|                            | Esito: collegio confermato a SNP         |                            |                         |                         |

| Partito                    | Partito                                | Candidato                  | Risultati 7 maggio 2015 | Risultati 7 maggio 2015 |
| Partito                    | Partito                                | Candidato                  | Voti                    | %                       |
| -------------------------- | -------------------------------------- | -------------------------- | ----------------------- | ----------------------- |
|                            | SNP                                    | Stephen Gethins            | 18 523                  | 40,92                   |
|                            | Lib Dem                                | Tim Brett                  | 14 179                  | 31,33                   |
|                            | Conservatore                           | Huw Bell                   | 7 373                   | 16,29                   |
|                            | Laburista                              | Brian Thomson              | 3 476                   | 7,68                    |
|                            | Verdi                                  | Andrew Collins             | 1 387                   | 3,06                    |
|                            | Indipendente                           | Mike Scott-Hayward         | 325                     | 0,72                    |
|                            |                                        |                            |                         |                         |
| Iscritti                   | Iscritti                               | Iscritti                   | 62 004                  | 100,00                  |
| ↳ Votanti (% su iscritti)  | ↳ Votanti (% su iscritti)              | ↳ Votanti (% su iscritti)  | 45 263                  | 73,00                   |
| ↳ Astenuti (% su iscritti) | ↳ Astenuti (% su iscritti)             | ↳ Astenuti (% su iscritti) | 16 741                  | 27,00                   |
|                            |                                        |                            |                         |                         |
|                            | Esito: collegio passa da Lib Dem a SNP |                            |                         |                         |

| Partito                    | Partito                              | Candidato                  | Risultati 6 maggio 2010 | Risultati 6 maggio 2010 |
| Partito                    | Partito                              | Candidato                  | Voti                    | %                       |
| -------------------------- | ------------------------------------ | -------------------------- | ----------------------- | ----------------------- |
|                            | Lib Dem                              | Menzies Campbell           | 17 763                  | 44,34                   |
|                            | Conservatore                         | Miles Briggs               | 8 715                   | 21,75                   |
|                            | Laburista                            | Mark Hood                  | 6 869                   | 17,15                   |
|                            | SNP                                  | Roderick Campbell          | 5 685                   | 14,19                   |
|                            | UKIP                                 | Mike Scott-Hayward         | 1 032                   | 2,58                    |
|                            |                                      |                            |                         |                         |
| Iscritti                   | Iscritti                             | Iscritti                   | 62 993                  | 100,00                  |
| ↳ Votanti (% su iscritti)  | ↳ Votanti (% su iscritti)            | ↳ Votanti (% su iscritti)  | 40 064                  | 63,60                   |
| ↳ Astenuti (% su iscritti) | ↳ Astenuti (% su iscritti)           | ↳ Astenuti (% su iscritti) | 22 929                  | 36,40                   |
|                            |                                      |                            |                         |                         |
|                            | Esito: collegio confermato a Lib Dem |                            |                         |                         |

### Elezioni negli anni 2000
Nel 2005 il ward di Leven fu aggiunto al collegio di North East Fife da quello che era il Central Fife.
| Partito                    | Partito                              | Candidato                  | Risultati 5 maggio 2005 | Risultati 5 maggio 2005 |
| Partito                    | Partito                              | Candidato                  | Voti                    | %                       |
| -------------------------- | ------------------------------------ | -------------------------- | ----------------------- | ----------------------- |
|                            | Lib Dem                              | Menzies Campbell           | 20 088                  | 52,10                   |
|                            | Conservatore                         | Mike Scott-Hayward         | 7 517                   | 19,50                   |
|                            | Laburista                            | Tony King                  | 4 920                   | 12,76                   |
|                            | SNP                                  | Roderick Campbell          | 4 011                   | 10,40                   |
|                            | Verdi                                | James Park                 | 1 071                   | 2,78                    |
|                            | UKIP                                 | Duncan Pickard             | 533                     | 1,38                    |
|                            | Socialista                           | Jack Ferguson              | 416                     | 1,08                    |
|                            |                                      |                            |                         |                         |
| Iscritti                   | Iscritti                             | Iscritti                   | 62 086                  | 100,00                  |
| ↳ Votanti (% su iscritti)  | ↳ Votanti (% su iscritti)            | ↳ Votanti (% su iscritti)  | 38 556                  | 62,10                   |
| ↳ Astenuti (% su iscritti) | ↳ Astenuti (% su iscritti)           | ↳ Astenuti (% su iscritti) | 23 530                  | 37,90                   |
|                            |                                      |                            |                         |                         |
|                            | Esito: collegio confermato a Lib Dem |                            |                         |                         |

| Partito                    | Partito                              | Candidato                  | Risultati 7 giugno 2001 | Risultati 7 giugno 2001 |
| Partito                    | Partito                              | Candidato                  | Voti                    | %                       |
| -------------------------- | ------------------------------------ | -------------------------- | ----------------------- | ----------------------- |
|                            | Lib Dem                              | Menzies Campbell           | 17 926                  | 51,67                   |
|                            | Conservatore                         | Mike Scott-Hayward         | 8 190                   | 23,61                   |
|                            | Laburista                            | Claire Brennan             | 3 950                   | 11,39                   |
|                            | SNP                                  | Kris Murray-Browne         | 3 596                   | 10,37                   |
|                            | Socialista                           | Keith White                | 610                     | 1,76                    |
|                            | Legalise Cannabis                    | Leslie Von Goetz           | 420                     | 1,21                    |
|                            |                                      |                            |                         |                         |
| Iscritti                   | Iscritti                             | Iscritti                   | 61 950                  | 100,00                  |
| ↳ Votanti (% su iscritti)  | ↳ Votanti (% su iscritti)            | ↳ Votanti (% su iscritti)  | 34 692                  | 56,00                   |
| ↳ Astenuti (% su iscritti) | ↳ Astenuti (% su iscritti)           | ↳ Astenuti (% su iscritti) | 27 258                  | 44,00                   |
|                            |                                      |                            |                         |                         |
|                            | Esito: collegio confermato a Lib Dem |                            |                         |                         |

## Risultati dei referendum

### Referendum sulla permanenza del Regno Unito nell'Unione europea del 2016
|        | Collegio        | Lasciare UE % | Rimanere in UE % |
| ------ | --------------- | ------------- | ---------------- |
|        | North East Fife | 38,1%         | 61,9%            |
| Scozia | 38,0%           | 62,0%         |                  |
|        | Regno Unito     | 51,9%         | 48,1%            |